# Бенкендорф, Иван Иванович
Иван Иванович Бенкендорф (нем. Johann Michael von Benckendorff; 1720—1775) — генерал-поручик, обер-комендант Ревеля, дед Александра Христофоровича Бенкендорфа.
Родился в 1720 г. Он происходил из старинного франконского дворянского рода Бенкендорфов, который в XVI веке переселился в Лифляндию; отец его был рижским бургграфом.
Записанный на пятом году от роду пажом к российскому императорскому двору, Бенкендорф в 1741 году был выпущен на службу поручиком в армию и в следующем году, участвуя в походе против Швеции, находился в делах при штурме засеки в Вербюнах и взятии Фридрихсгама, при переправе через реку Кюмень и при взятии Борго и Гельсингфорса. Под начальством фельдмаршала Ласси, на галерах, участвовал также во всех военных действиях вплоть до занятия Аландских островов.
В 1752 году он в чине премьер-майора служил в Смоленском полку, а три года спустя, произведён в полковники, с переводом в Муромский полк.

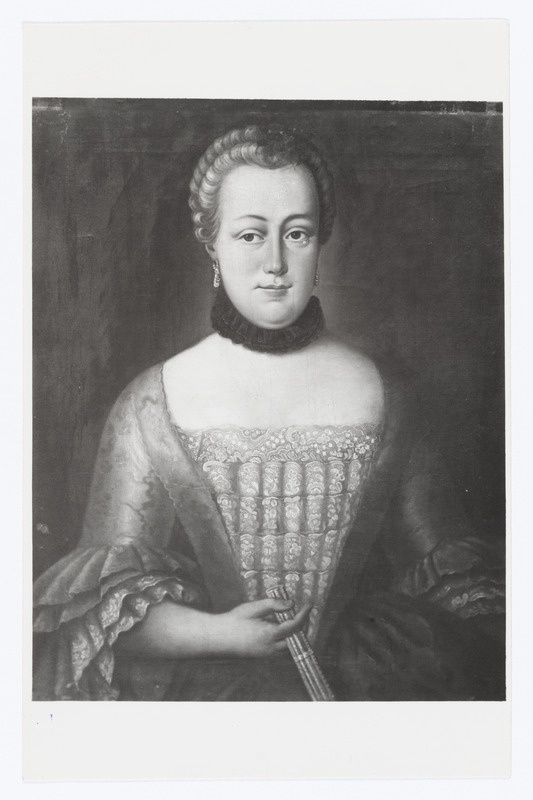
Портрет Софии Елизаветы Бенкендорф, урожд. Левенштерн (1724—1783)

Во время Семилетней войны Бенкендорф с отличием участвовал во многих сражениях, в том числе — при взятии Мемеля, под Гросс-Егерсдорфом и при Цорндорфе, где был серьёзно ранен и получил за отличие чин бригадира (1 января 1759 г.); затем он находился в битве под Кунерсдорфом и до окончания войны участвовал со своей бригадой в авангардных делах и в летучих отрядах при взятии Берлина, Швейдница и других.
2 апреля 1762 году Бенкендорф получил чин генерал-майора и был назначен шефом старого Куринского пехотного полка, а 25 ноября 1770 года награждён орденом св. Георгия 4-й степени (№ 79 по кавалерскому списку Григоровича — Степанова). 1 января 1771 года произведён в генерал-поручики и вскоре за тем определён на должность Ревельского обер-коменданта. В 1772 году он был награждён орденом св. Анны.
Бенкендорф состоял в браке с Софией-Елизаветой урождённой Левенштерн, определённой в 1777 году ко Двору, для воспитания новорождённого великого князя Александра Павловича. От этого брака родились четыре сына, из которых старший Христофор (впоследствии был рижским губернатором).
Умер Иван Иванович Бенкендорф 18 (29) ноября 1775 года.